# Équipe de France de basket-ball en 2002
La saison 2002 de l'Équipe de France de basket-ball. Non qualifiée pour le mondial d'Indianapolis, la France se contentera de 5 matchs de Pré-championnat d'Europe.

## Les matches
| Date             | Lieu        | Adversaire  | Score   | Compétition | Meilleurs marqueurs (France)         |
| 23 janvier 2002  | Włocławek   | Pologne     | V 78-70 | PCE         | Laurent Foirest (20)                 |
| 26 janvier 2002  | Rīga        | Lettonie    | V 87-81 | PCE         | Laurent Foirest et Cyril Julian (18) |
| 20 novembre 2002 | Szombathely | Hongrie     | D 94-80 | PCE         | Laurent Foirest (33)                 |
| 23 novembre 2002 | Nantes      | Biélorussie | V 83-56 | PCE         | Laurent Foirest (20)                 |
| 27 novembre 2002 | Le Mans     | Estonie     | V 93-73 | PCE         | Florent Piétrus (27)                 |

D : défaite, V : victoire
PCE : Pré-championnat d'Europe

## L'équipe
- Sélectionneur : Alain Weisz
- Assistants :  Vincent Collet

| Poste | Joueur           | Nombre matchs | Nombre points | Club(s) 2002                               |
| -     | Boris Diaw       | 5             | 24            | EB Pau-Orthez                              |
| -     | Alain Digbeu     | 5             | 73            | FC Barcelone, Real Madrid                  |
| -     | Makan Dioumassi  | 2             | 11            | Hyères Toulon Var Basket                   |
| -     | Fabien Dubos     | 4             | 24            | SLUC Nancy, EB Pau-Orthez                  |
| -     | Vasco Evtimov    | 5             | 20            | Fortitudo Bologne, ASVEL Lyon-Villeurbanne |
| -     | Laurent Foirest  | 5             | 95            | TAU Vitoria                                |
| -     | Sacha Giffa      | 1             | 0             | ASVEL Lyon-Villeurbanne                    |
| -     | Joseph Gomis     | 2             | 1             | Leche Rio Lugo                             |
| -     | Aymeric Jeanneau | 1             | 0             | Cholet Basket                              |
| -     | Cyril Julian     | 2             | 29            | SLUC Nancy                                 |
| -     | Vincent Masingue | 2             | 21            | SLUC Nancy                                 |
| -     | Crawford Palmer  | 1             | 0             | Strasbourg IG                              |
| -     | Florent Piétrus  | 5             | 65            | EB Pau-Orthez                              |
| -     | Michael Piétrus  | 3             | 3             | EB Pau-Orthez                              |
| -     | Laurent Sciarra  | 5             | 43            | Paniónios BC, Paris Basket Racing          |
| -     | Moustapha Sonko  | 2             | 14            | Unicaja Málaga                             |

## Sources et références
- CD-rom : 1926-2003 Tous les matchs des équipes de France édité par la FFBB.